# Leo Vroman

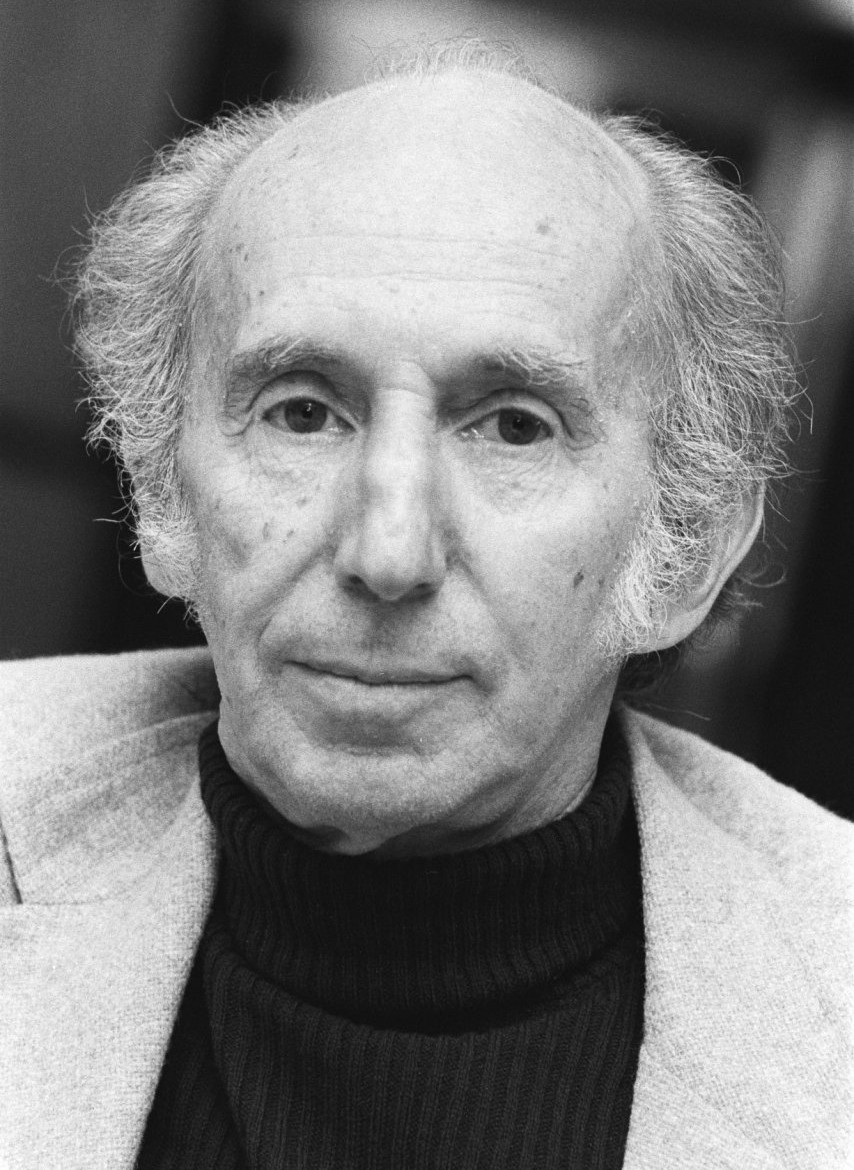
Leo Vroman (1983)

Leo Vroman (geboren 10. April 1915 in Gouda; gestorben 22. Februar 2014 in Fort Worth) war ein niederländisch-US-amerikanischer Hämatologe, Zeichner und Schriftsteller.

## Leben
Leo Vromans Eltern waren Lehrer in Gouda, wo auch er die Schule besuchte. Er studierte ab 1932 Biologie in Utrecht, zusammen mit seinem Bruder Jaap (1912–1989), der dort Geologie belegte, Jaap floh im  Januar 1940 nach Palästina und arbeitete als Geologe, 1955 erhielt er den Israel-Preis. Mit seinem  Zeichentalent brachte Leo Cartoons im Nieuwe Rotterdamsche Courant unter. 1935 erschienen erste Gedichte in einer Studentenzeitung. Nach dem  deutschen Überfall auf die Niederlande am 10. Mai 1940 floh Leo am 14. Mai auf einem Segelschiff nach England und musste seine Verlobte Tineke Sanders zurücklassen. Von England gelangte er nach Südafrika und von dort nach Niederländisch-Indien, wo er sein Studium mit der Unterstützung durch Tinekes Vater mit der Promotion abschloss und an der Geneeskundige Hogeschool Batavia als Assistent arbeitete. Bei Ausbruch des Pazifikkriegs wurde er als Soldat eingezogen und geriet 1942 nach der niederländischen Niederlage in japanische Kriegsgefangenschaft. Als die Niederländer ihn nach Kriegsende erneut für die Kolonialstreitkräfte rekrutieren wollten, zog er weiter in die USA, wo er 1951 die Staatsbürgerschaft erhielt. 1947 konnte er in New York City seine Verlobte, die Anthropologin Georgine Marie Sanders (* 1921 in Batavia; † 2015), heiraten; sie bekamen zwei Töchter.
Er arbeitete als Forschungsassistent an der Rutgers University, am Mount Sinai Hospital, als Fellow am American Museum of Natural History und als Physiologe am  Veterans Administration Hospital Brooklyn. Seine Promotion schloss er 1958 an der Rijksuniversiteit Utrecht mit der Dissertation Surface contact and thromboplastin formation ab. Der Vroman-Effekt ist nach seinen Forschungsergebnissen benannt. Sein populärwissenschaftliches Sachbuch Blood erschien 1968 und wurde mehrfach übersetzt.
Er schrieb vornehmlich Lyrik, aber auch Romane und zwei Theaterstücke und schrieb gelegentlich auch in englischer Sprache. 1946 veröffentlichte er seinen ersten Lyrikband mit surrealistischen Gedichten. Seine Gedichtbände versah er auch mit eigenen Zeichnungen. Er zeichnete Cees Nooteboom, der mit ihm befreundet war, bei dessen Eheschließung 1957. Er illustrierte zwei Kinderbücher von Anton Koolhaas.

## Auszeichnungen und Ehrungen
- 1950: Lucy B. en C.W. van der Hoogtprijs für Gedichten, vroegere en latere
- 1964: P.C. Hooft-prijs.

In Gouda wurde seine alte Schule nach ihm benannt und ihm die Ehrenbürgerschaft verliehen.

## Werke (Auswahl)
- Tineke. 1946
- 126 gedichten. Amsterdam : Querido, 1964
- Dein Blut : Zusammensetzung, Funktionen, Eigenschaften. Aus d. Amerikan. übertr. von Renate Kebelmann. München : Goldmann, 1969
- Gedichten 1946-1984. Amsterdam : Querido, 1985